# Столовая (гора, Кавказ)
Столо́вая (ингуш. Ма́ьтлоам, осет. Мадыхох) — гора в России, на Северном Кавказе. Расположена на административной границе Джейрахского района Ингушетии и Пригородного района Северной Осетии. Высота горы составляет 3003 метра. Представляет собой столовую гору.
Столовая гора изображена на гербе Республики Ингушетия и на гербе Владикавказа.

## Галерея

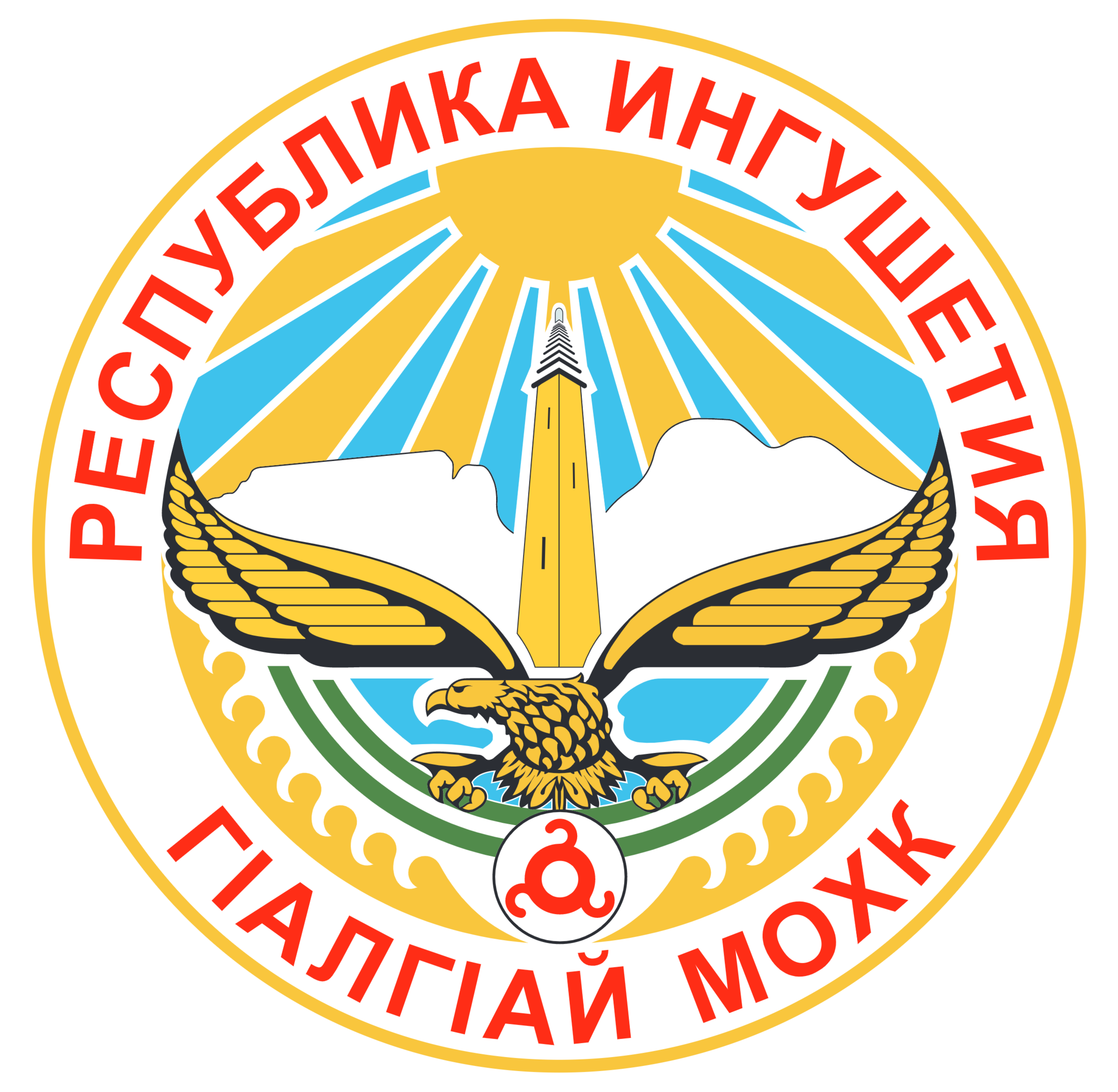
Столовая гора на гербе Ингушетии
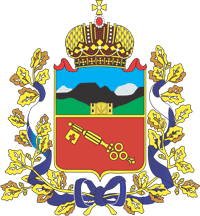
Гора на гербе Владикавказа
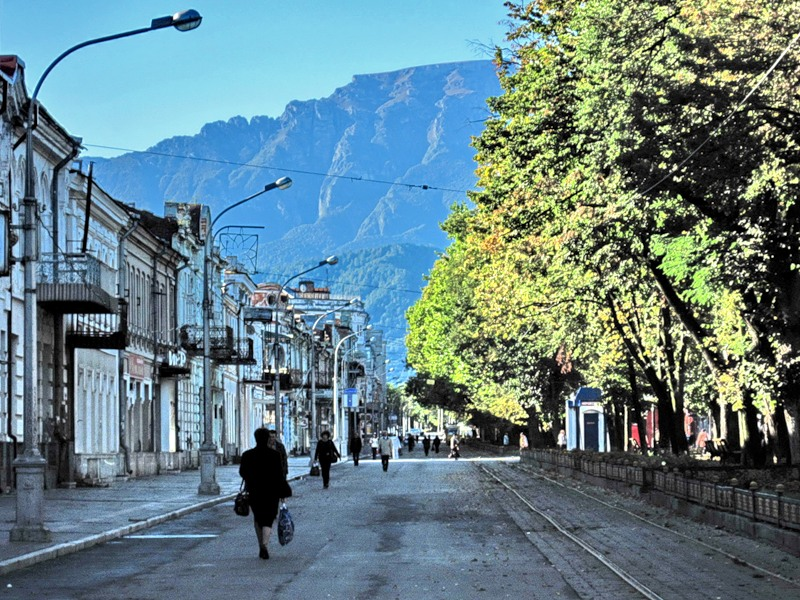
Вид из Владикавказа на гору в сентябре 2009
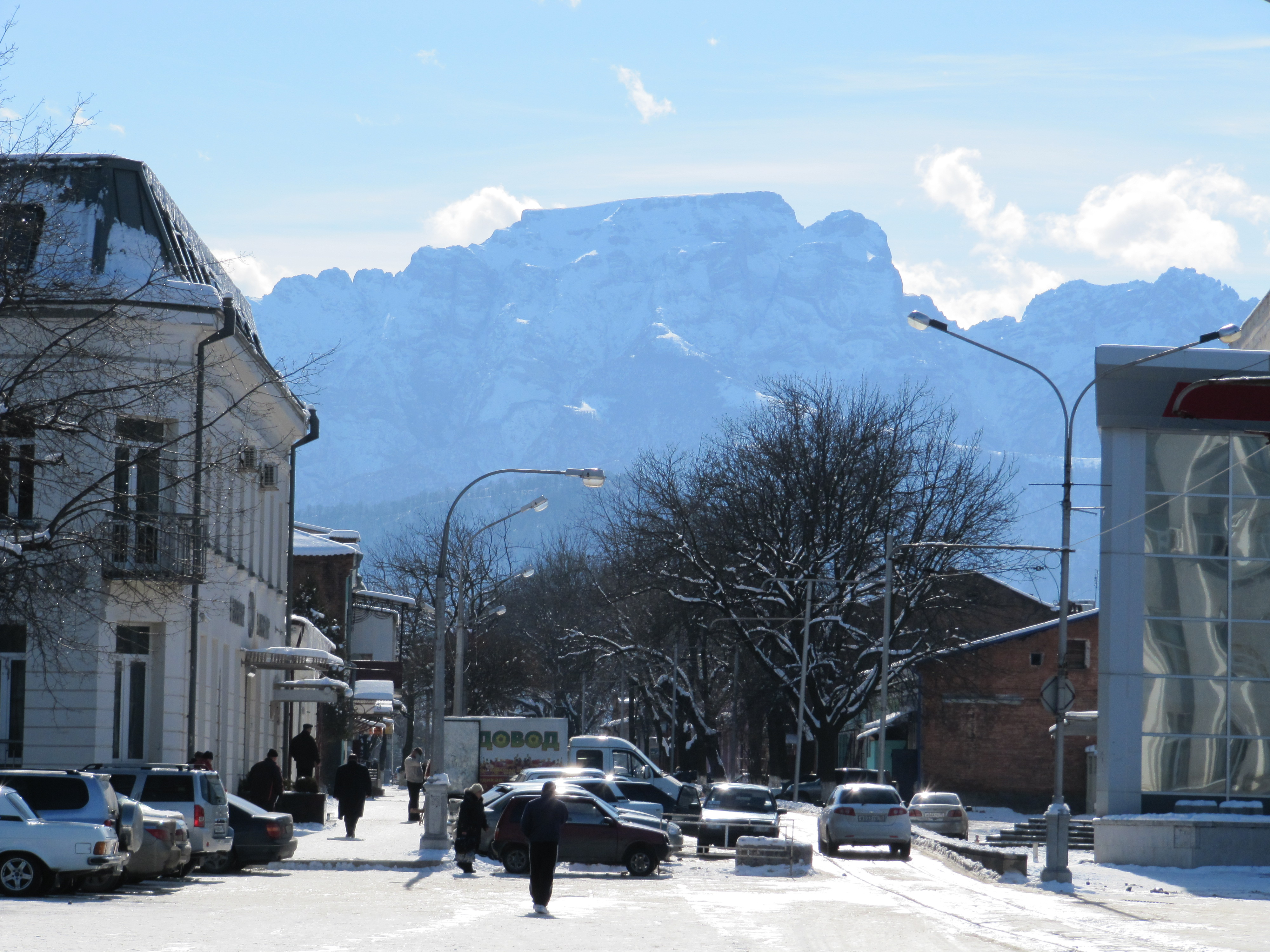
Вид из Владикавказа на гору в феврале 2010
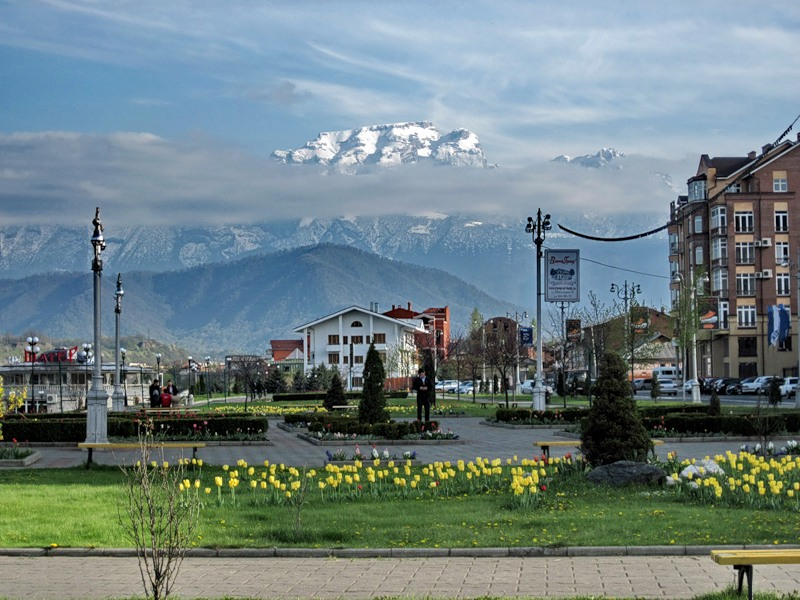
Вид из Владикавказа на гору в апреле 2010
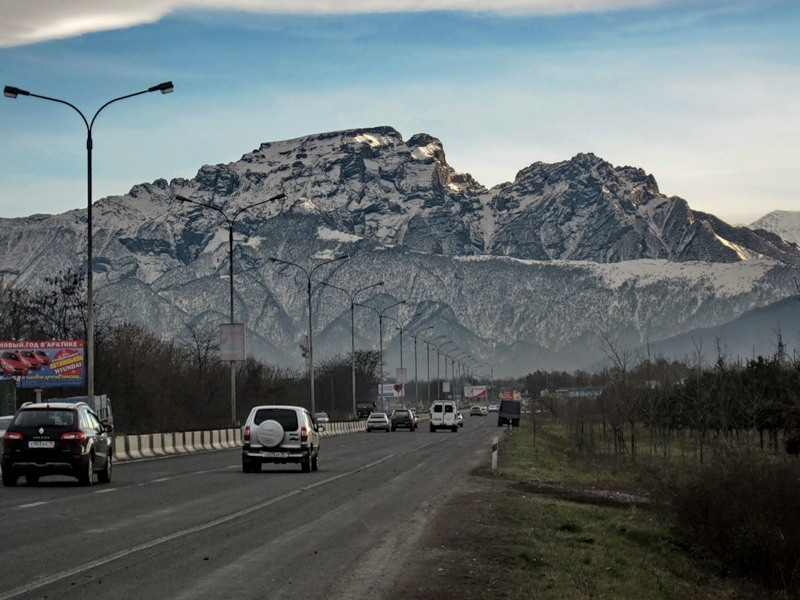
Вид из Владикавказа на гору в ноябре 2009
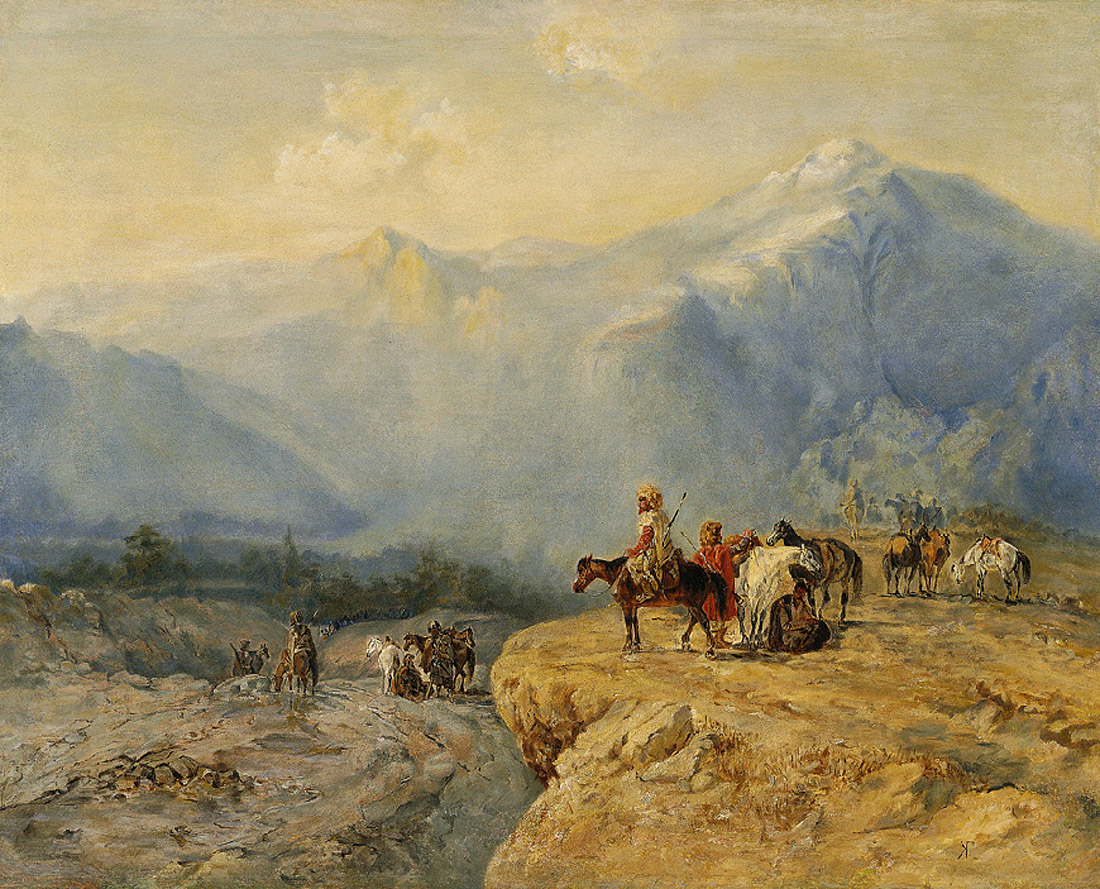
Вид со Столовой горы. Картина Г. Г. Гагарина.